# Adolphe-Nicolas Aublet
Adolphe-Nicolas Aublet est un sculpteur français né à Paris, 45, quai de la Tournelle, le 19 mai 1833 et décédé à Romainville le 12 février 1860. Fils d'André-Adolphe Aublet, employé, et de Marie-Catherine Allard, sa femme, il fut élève de François Rude. Il exécuta surtout des sujets religieux et prit part au Salon, de 1850 à 1859. À cette dernière date, il habitait à Paris, rue des Beaux-Arts.

## Œuvres
- Portrait de M. A. A... Médaillon en marbre. Salon de 1850 (n°3162).
- Portrait de M. Dubois de Gênes. Médaillon en plâtre. Salon de 1850 (n° 3163).
- Sainte Clotilde. Statue en plâtre. Salon de 1853 (n° 1216).
- Jésus, à l'âge de douze ans, discourant dans le Temple. Statue en plâtre bronzé. Salon de 1857 (n° 2721). Le marbre a figuré au Salon de 1859 (n° 3058).
- Portrait de M. R... Buste en marbre. Salon de 1857 (n° 2722).
- L'immaculée Conception. Statue en marbre. Salon de 1859 (n° 3059).
- Portrait de M. C... Médaillon en marbre. Salon de 1859 (n° 3060).

## Source
Cet article contient des extraits du Dictionnaire des sculpteurs dont le contenu se trouve dans le domaine public. La référence peut être lue ici.